# Hamilton Fyfe
Henry Hamilton Fyfe, född 10 juni 1869, död 15 juli 1951, var en brittisk journalist och författare.
Hamilton Fyfe blev journalist 1889, först anställd i The Times, där han verkade som reporter, redaktionssekreterare och teaterkritiker, därefter utgivare av Morning Advertiser 1902–1903 och Daily Mirror 1904–1907. Hamilton Fyfe var specialkorrespondent för Daily Mail 1907–1918, varvid han var krigskorrespondent vid olika fronter under första världskriget, ledde 1918 den brittiska propagandan i Tyskland och de tyska trupperna, var redaktör för Daily Herald 1922–1926 och ställde upp som kandidat för Labour Party 1929 och 1931. Han skrev en rad skådespel, populärvetenskapliga undersökningar (The religion of an optimist 1927, The illusion of the national character, 1940), politiska och historiska biografier (Northcliffe, an intimate biography, 1930, Life of T. P. O. O'Connor, 1934) och samtidshistoriska studier (The new spirit in Egypt, 1911, The meaning of the world-revolution, 1919, Behind the scenes of the Great strike, 1926, What communisme means today, 1937, Britain's wartime revolution, 1944). My seven selves (1935) är en självbiografi.